# U.S. Route 78
U.S Route 78 (också kallad U.S. Highway 78 eller med förkortningen  US 78) är en amerikansk landsväg i USA, mellan Memphis i Tennessee och Charleston i South Carolina.